# Guerre d'Ibérie
Guerres perso-byzantines
Batailles
- Amida (502-503)

Guerre d'Ibérie
- Thannuris (528)
- Dara (530)
- Satala (530)
- Callinicum (531)

Guerre lazique
- Phasis (555-556)

Guerre pour le Caucase
- Constantine (582)
- Solachon (586)
- Martyropolis (588)

Guerre de 602 - 628
- Antioche (613)
- Césarée (614)
- Jérusalem (614)
- Égypte (618-621)
- Sarus (625)
- Constantinople (626)
- Tbilissi (627-628)
- Ninive (627)

La guerre d'Ibérie est un conflit qui opposa de 526 à 532 l'Empire byzantin et l'Empire sassanide dans les régions du Royaume d'Ibérie (à l'Est de l'actuelle Géorgie). La guerre s'acheva par un statu-quo territorial et la signature du traité de la Paix éternelle.
Les conquêtes réalisées par les deux belligérants durant la guerre furent restituées. Les Byzantins conservèrent la région du Lazique tandis que les Perses récupérèrent l'Ibérie. L'Empire Byzantin accepta par ailleurs de payer un tribut de 11 000 livres d'or à l'Empire Sassanide, au titre d'anciennes dettes contractées lors du précédent traité de 506.

## Contexte
Après la guerre d'Anastase, une trêve de sept ans avait été conclue entre les deux puissances, qui s'était prolongée sur près de vingt ans. Durant la guerre, l'empereur Anastase avait commencé la construction en 505 de la citadelle fortifiée de Dara afin de disposer d'une base militaire équivalente à la forteresse perse de Nusaybin dans l'optique d'un prochain conflit. En 524/525, le Chah de perse Kavadh Ier (488-531) propose à l'Empereur Justin Ier d'adopter son fils, Khosro. La priorité du roi perse est alors d'assurer la succession de Khosro, dont la position est menacée par des frères rivaux et la secte Mazdakite. La proposition est d'abord accueillie avec enthousiasme par l'Empereur romain et son neveu Justinien, mais le questeur de Justin, Proculus, s'y oppose, déclarant devant le Sénat que ce serait désigner Khosro comme héritier de l'empereur. Malgré l'échec des négociations, il n'y eut pas de conflit à grande échelle entre les deux puissances jusqu'en 530. Dans les années qui suivirent, les deux parties préférèrent mener une guerre par procuration, par l'intermédiaire de leurs alliés arabes dans le sud et Huns dans le nord.
Les tensions entre les deux puissances
sont accentuées par la défection du roi Ibère Gourgen en faveur des Romains. Selon Procope, Kavadh avait en effet essayé de forcer les chrétiens Ibères à se convertir au Zoroastrisme. Sous la direction de Gourgen, ceux-ci se révoltent en 524/525 contre le pouvoir perse, en suivant l'exemple du royaume chrétien voisin de Lazique. Justin Ier promet à Gourgen qu'il défendra l'Ibérie. Dans cette optique, il tente de recruter des Huns provenant du nord du Caucase pour aider les Ibères, mais sans succès. Il se contente donc d'envoyer contingent limité dans le Lazique.

## Guerre
Une escalade de violence s'ensuit en différents points où les deux empires se rencontrent : en 523, une flotte romaine transporte une armée du royaume d'Aksoum afin de conquérir l'Himyar, tandis qu'en 525/526, les Perses et leurs alliés arabes, les Lakhmides, mènent des raids sur les territoires romains le long du désert. En 526-527, les deux empires se mènent une guerre d'escarmouche en Transcaucasie, le long de la frontière de la Mésopotamie. Dans le même temps, les Perses font pression sur les Romains afin d'obtenir des fonds de leur part. Lorsque l'empereur Justin Ier meurt en 527, Justinien Ier lui succède sur le trône byzantin. Les premières années tournent à l'avantage des Perses : la révolte ibère est écrasée en 527, la même année l'offensive romaine contre Nusaybin et Thebetha se solde par un échec, et les efforts byzantins pour fortifier Thannuris et Melabasa sont réduits à néant par les Perses. Alors qu'il tente de protéger les ouvriers romains, Bélisaire est notamment battu par le prince Xerxès à la bataille de Thannuris et doit se replier sur Dara.
En 528, les Perses poursuivent leur campagne vers l'Ibérie en capturant des forts dans l'est de la Lazique. Afin de remédier aux carences militaires de son armée mises en évidence par les succès des Perses, Justinien réorganise l'armée byzantine de l'est en divisant en deux le commandement de magister militum en l'Orient et en nommant un magister militum de l'Arménie sur la partie nord.
La plus importante action militaire romaine en 528 est l'œuvre de Bélisaire qui mène une expédition à Thannuris, afin de tenter de protéger, en vain, les ouvriers romains travaillant à la construction d'un fort sur la frontière.
Attaqué par une armée perse de 30 000 hommes dirigée par Xerxès, fils de Kavadh, il parvient à s'échapper de justesse, mais les Perses détruisent la place.
Des raids menés en Syrie par les Lakhmides, alliés arabes des Perses, encouragent, par ailleurs, Justinien à renforcer ses propres alliés arabes. Il aide ainsi le roi des Ghassanides Al-Harith ibn Jabalah à constituer une coalition unie autour de lui, qui réussit à prendre le dessus sur les Lakhmides au cours des décennies suivantes.
En 530, Bélisaire conduit les Byzantins à la victoire contre une armée perse pourtant supérieure en nombre lors de la Bataille de Dara. La même année, les généraux byzantins Sittas et Dorotheus défont l'armée perse commandée par Mihr-Mihroe lors de la bataille de Satala.
L'année 531 est cependant plus mitigée pour l'armée byzantin qui alterne les succès et les revers. Bélisaire est battu par les Perses et leurs alliés Lakhmides à la Bataille de Callinicum, mais, au cours de l'été, les Romains capturent plusieurs forts en Arménie, et repoussent une offensive perse.
L'échec romain de Callinicum n'est néanmoins pas sans conséquence. Bélisaire est ainsi démis de ses fonctions par une commission d'enquête et remplacé par Mundus. Du côté perse, Azarethes, le vainqueur de Callinicum, est également déchu en raison de son échec à s'emparer de forteresse significatives.

## Trêve
Immédiatement après la bataille de Callinicum, Justinien envoie Hermogène rencontrer Kavadh afin de rouvrir des négociations mais sans succès.
Justinien prend donc des mesures afin de renforcer les positions romaines, tout en essayant dans le même temps, d'entamer un rapprochement diplomatique avec Kavadh. Kavadh meurt peu après, et au printemps 532 de nouvelles négociations ont lieu entre les diplomates romains et le nouveau roi de perse, Khosro, qui a besoin d'une paix pour se concentrer sur ses nouvelles fonctions et asseoir sa légitimité sur le trône.
Les deux parties trouvent finalement un accord. En septembre 532, la Paix Éternelle, qui durera moins de huit ans, est signée. Les deux parties conviennent d'évacuer les territoires qu'ils occupent. Les Byzantins s'engagent à verser un tribut de 11 000 livres d'or (environ 5 000 kg) à l'Empire Sassanide, soit la somme des vingt ans d'annuité convenue lors du traité signé en 506. En échange, ils récupèrent les forteresses de la Lazique. Justinien en profita pour restaurer douze forteresses et faire fortifier plusieurs villes en Mésopotamie, en Osrhoène, en Euphratésie, en Syrie, en Armée et en Cappadoce.
Le royaume d'Ibérie reste entre les mains des Perses, mais les Ibères qui avaient quitté leur pays sont autorisés à demeurer sur le territoire romain, ou à retourner dans leur pays natal.